# 長島☆自演乙☆雄一郎
長島☆自演乙☆雄一郎（ながしま じえんおつ ゆういちろう、1984年7月2日 - ）は、日本のキックボクサー、プロレスラー、総合格闘家。本名は長島 雄一郎（ながしま ゆういちろう）。小中学校時代から柔道を学び、西宮市大会優勝や阪神大会準優勝などの成績を出すが、中学途中から引きこもりを経験する。報徳学園高校卒業、流通科学大学中退。魁塾所属。アミュレートとマネジメント契約を結んでいる。血液型A型。K-1 WORLD MAX 2010 〜-70kg Japan Tournament〜王者、初代ニュージャパンキックボクシング連盟（NJKF）スーパーウェルター級王者。プロボクサーの長島謙吾は実弟。

## 人物
兵庫県西宮市出身。日本拳法をバックボーンとする。ミドルネームの自演乙はインターネットスラングで「自作自演おつかれさま」の略。「自演乙」と付けた理由は2ちゃんねらーであることから。また、「☆」を2つ付けた理由は、「☆」が1つのつのだ☆ひろを超えたかったため。

## 来歴

### 総合格闘技
2005年8月27日、POWERGATE 2（総合格闘技ルール）に出場し高田谷悟に腕ひしぎ十字固めで一本負け。この時のリングネームは本名の「長島雄一郎」だった。
2006年4月29日、REALRHYTHMの若手育成大会「ダブルアール」で開催されたライト級トーナメントに出場し2試合を勝ち抜く。セコンドには池本誠知が付いた。
2006年7月30日、REALRHYTHM 4th STAGEで行われたダブルアール・ライト級トーナメント決勝で鍵山雄介にKO勝利し優勝を果たした。
2006年10月1日、パンクラスのパンクラスゲート試合に出場しKO勝利を収めた。

### キックボクシング
2007年4月15日、リングネームを「長島☆自演乙☆雄一郎」に変えニュージャパンキックボクシング連盟でプロキックボクシングデビュー。深野文仁に右ハイキックでKO勝利。
2008年2月11日、MARS 11 "2nd ANNIVERSARY"で開催されたMARSブラスターバウト初代王者決定トーナメントAブロックに出場。1回戦でK・ウォーワンチャイに判定勝利、決勝ではシャイン・スー（韓国、大韓ムエタイ韓国スーパーミドル級王者）にKO勝利し、優勝を果たした。Bブロック優勝者の浦野貴之と王者決定戦を行う予定だったが大会は開催されず、MARSは消滅した。

#### NJKF日本王座獲得
2008年11月9日、START OF NEW LEGEND XIIIで行われたNJKFスーパーウェルター級王座決定戦 では、前日コメントで対戦相手の古川照明は入場行進中のコスプレに対し「北斗の拳とかのアニメの真似事だと思うが最近のアニメは理解できない」とコメント、対する長島は「練習時間以外は常に入場のことを考えている。てるあきくん、おっつおつにしてやんよ♪」とコメントし、当日は初音ミクのコスプレをして両手にネギを持ちネギ踊りしつつ入場した。
試合は1R開始直後に長島がパンチの連打で古川からダウンを奪い、再開直後も長島のラッシュに抵抗出来なかった古川はスタンディング・ダウンを取られ、レフェリーストップで試合開始64秒での長島のTKO勝利となった。試合後、応援客が応援の小道具として持っていたネギをリングに投げ込む中、長島はコーナーポストに登って雄叫びを上げ NJKFスーパーウェルター級初代王者となった。
2008年12月22日、DEEP PROTECT IMPACT 2008で初代M-1フェザー級王者サクシー・ケイ・リバーと対戦、長島の膝蹴りによりサクシーは鼻から出血してドクターストップがかかり2RTKO勝利。この試合にはFEG社長の谷川貞治が観戦に訪れており、長島は試合後のマイクパフォーマンスで「全勝でK-1MAXの舞台に上がりたいと思っています。アニヲタによるK-1制圧作戦が実行に移されようとしています」とK-1参戦をアピールした。

### K-1
2009年2月23日、K-1 WORLD MAX 2009 〜日本代表決定トーナメント〜に出場。1回戦では『マクロスF』の劇中歌「星間飛行」をBGMにランカ・リーのコスプレをし、ナレーションをランカ・リー役の中島愛が務める中で入場。試合は前回準優勝のHAYATOを相手に序盤からパンチのラッシュを仕掛け、バッティングで右瞼をカットしながらも計3度のダウンを奪い2RKO勝利。続く準決勝の山本優弥戦では1回戦と違う「アナタノオト」バージョンで入場。この試合も序盤からラッシュを仕掛けたが山本のガードを崩せず2Rにダウンを奪われ、3R途中にHAYATO戦でカットした瞼からの出血が悪化してドクターストップによるTKO負けを喫した。
2009年3月8日から13日にかけて、4月21日のK-1 WORLD MAX 2009 World Championship Tournament FINAL16における推薦枠での出場選手を決めるファン投票がK-1公式サイトで実施され、他の候補選手を大きく引き離す50％あまりの得票率で出場権を獲得、世界トーナメント初代王者アルバート・クラウスとの対戦が決定した。
2009年4月8日の公開練習では桃井はるこのWeb番組に出演した際にリクエストを募集して1位となったビリー・ヘリントンのコスプレでレスリングのスパーリングを行い、その後着替えてミット打ちを見せた。取材には『灼眼のシャナ』のシャナの衣装で応じ、出稽古でボクシング日本スーパーウェルター級5位の下川原雄大などととコメント。勝って衣装を持ち帰るとクラウスが挑発したことに対して「命懸けで阻止する」とし、自分が勝てばクラウスが『天元突破グレンラガン』のヨーコのコスプレをすることを要求した。
2009年4月21日、K-1 WORLD MAX 2009 FINAL16のトーナメント1回戦でアルバート・クラウスと対戦。10人のメイドを引き連れ、桃井はること共に『乃木坂春香の秘密』の主人公・乃木坂春香のコスプレで同作品のエンディングテーマのダンスを再現し入場。試合では真っ向からパンチを出して打ち合おうとしたが逆にクラウスのパンチで1Rに2度のダウンを奪われ、試合開始1分7秒でプロデビュー以来初めてダウンによるKO負けを喫した。試合後のインタビューでは「世界は強かった」とコメントし、ファンに謝罪すると共にこの敗戦を活かして這い上がると宣言した。
2009年10月26日、K-1 WORLD MAX 2009 FINALのワンマッチで散打選手シュー・イェン（中国）に初回KO負け。2連続1ラウンドKO負けとなり、試合後の会見では「自分の進退を考えなければいけない」と引退を示唆するコメントを残した。
2010年3月27日、K-1 WORLD MAX 2010 〜-70kg Japan Tournament〜に出場。1回戦が博麗霊夢、準決勝が八意永琳、決勝が霧雨魔理沙と「東方Project」キャラクターのコスプレで入場し、1回戦で名城裕司、準決勝で龍二、決勝で中島弘貴から全試合KOで勝利して初優勝を果たした。NJKF王座の防衛戦を行うことが難しくなったため、4月1日付けで王座を返上した。
2010年7月5日、K-1 WORLD MAX 2010 FINAL16でアンドレ・ジダと対戦し、2-0の判定勝ち。試合後、ジダの攻撃を受けた際に右耳の鼓膜が破れていたと語った。
2010年11月8日、K-1 WORLD MAX 2010 FINALに出場。準々決勝でマイク・ザンビディスと対戦し、3Rに2度のダウンを奪われてKO負けを喫した。
2010年12月31日、Dynamite!! 〜勇気のチカラ2010〜で青木真也と対戦。『探偵オペラ ミルキィホームズ』の主演声優陣（声優ユニット「ミルキィホームズ」）をバックダンサーに、明智小衣のコスプレで入場。試合はオープンフィンガーグローブを着用し、ミックスルール（1R目が3分の特別キックボクシングルール（フリーノックダウン制）、2R目が5分の総合格闘技ルール。2Rで決着がつかない場合は判定なし）で行なわれ、2R開始直後に青木がタックルに右跳び膝蹴りをヒットさせ、追撃で2RKO勝ちを収めた。この試合では青木が1Rにクリンチやドロップキックを何度も行い、反則であるロープを掴む行為も行なったため賛否や議論が巻き起こった。長島は試合後インタビューで2Rの膝蹴りについて、「相手が世界一のグラップラーの青木真也なので、総合ルールになったら終わると思っていました。だから1Rと2Rのファーストコンタクトを練習していました」と語った。
2011年9月25日、K-1 WORLD MAX 2011 〜-70kg Japan Tournament FINAL〜のスーパーファイトで拳月と対戦。プロレス参戦による大幅な体重増からの減量のためトーナメントには出場せず、78kg契約のワンマッチとなった。試合は1Rに長島がカウンターの左フックでダウンを奪い主導権を得た後、2Rでスリップ状態の長島に対するキックにより拳月が反則の減点1を受ける。拳月はレフェリーに注意を受けた直後に長島に向かって舌を出す、ノーガードで挑発するなど荒いファイトスタイルを続けたが、その後は両者決め手を欠き3R終了。大差の判定で長島が勝利した。
2011年12月31日、元気ですか!! 大晦日!! 2011で菊野克紀とMIXルールで対戦。1Rのキックルールで菊野に先制のダウンを奪われ、終盤カウンターの左フックでダウンを奪い返した。2RのDREAMルールになるとテイクダウンを許し、バックマウントから側頭部へのパウンドを浴び続けレフェリーストップ負けを喫した。試合後のコメントで総合格闘家に転向することを発表。
2020年2月22日、ラウェイ日本大会に出場し、アウ・チン・スウェイと対戦。4RTKO負けを喫した。敗れたことで現役生活を終えて引退するかのような発言をした。

### プロレス
過去の来歴から一見プロレスと接点が無さそうだが、アントニオ猪木引退試合でプロレスに目覚め、プロレスラーになるために格闘技を始めて、猪木が引退後に主宰したUFOに入団を問い合わせたこともあるという。
2011年5月5日に後楽園ホールにて開催される『ブシロードレスリング』でプロレスデビューが決定。佐藤耕平と対戦し、14分03秒に飛びつき回転十字固めで勝利。
同年6月、ZERO1のリングで曙とタッグを組み、大谷晋二郎・橋本大地組と対戦。同じキック主体で戦う大地を一人前の選手として認め、闘争心むき出しで戦った（試合は曙が大地からボディ・プレスでフォール勝ち）。
。
同年8月、ZERO1のリングで大谷・橋本とタッグを組み、崔領二＆KAMIKAZE＆澤宗紀と対戦。ライバル視している橋本大地とタッグなため不機嫌ながらもキックでのコンビネーションを見せる。（試合は大谷が澤にスパイラルボムで勝利）
同年8月、IGFのリングで蝶野正洋と対戦。『魔法少女まどか☆マギカ』の巴マミのコスプレをして入場した自演乙は、蝶野のSTFで首を極められギブアップ。しっかりとプロレスをしながらもマミるフラグを回収する試合を見せた。。
同年12月2日、IGFのリングでボブ・サップと対戦。『こいけん！』の喜久井マリで入場した自演乙は、序盤はパワーで押されながらもスクールボーイで見事勝利。
2012年3月20日に、IGFのリングでマスクド・ゲノムJr.との対戦が決定。藤真拓哉のデザインした長島☆自演乙☆雄一郎イメージキャラクターコスプレで入場。
同年3月25日、靖国神社奉納プロレスに参加。nobodyknows+のノリ・ダ・ファンキーシビレサスと6人タッグで戦い勝利し、アニメとコスプレを奉納。入場はIGFと同じく藤真拓哉のデザインした長島☆自演乙☆雄一郎イメージキャラクターコスプレ。。

## 入場曲
- 「☆自演乙☆ソング」 - 桃井はるこ

## 戦績

### キックボクシング
| キックボクシング 戦績 | キックボクシング 戦績 | キックボクシング 戦績 | キックボクシング 戦績 | キックボクシング 戦績 | キックボクシング 戦績 | キックボクシング 戦績 |
| --------------------- | --------------------- | --------------------- | --------------------- | --------------------- | --------------------- | --------------------- |
| 43 試合               | (T)KO                 | 判定                  | その他                | 引き分け              | 無効試合              |                       |
| 23 勝                 | 13                    |                       | 0                     | 2                     | 0                     |                       |
| 18 敗                 |                       |                       |                       | 2                     | 0                     |                       |

| 勝敗 | 対戦相手                     | 試合結果                                    | 大会名 | 開催年月日     |
| ○    | 一龍                         | 3R終了 判定3-0                              | 武林風 | 2014年9月9日   |
| ×    | ダニロ・ザノリニ             | 2R 反則                                     | RISE 100 | 2014年7月12日  |
| ○    | 渡部太基                     | 延長1R終了 判定3-0                          | RISE 99 | 2014年4月29日  |
| ○    | 宍戸大樹                     | 3R終了 判定 3-0                             | SHOOT BOXING BATTLE SUMMIT～GROUND ZERO TOKYO 2013～                                                                          | 2013年11月16日 |
| ○    | タヌンサック・スラナリージム | 3R終了 判定 3-0                             | M-FIGHT～蹴拳13～Part2 | 2013年10月14日 |
| ×    | 佐藤嘉洋                     | 3R終了 判定 0-3                             | HOOST CUP KINGS～王者たちの饗宴～                                                                                             | 2013年6月16日  |
| ×    | ロビン・ファン・ロスマレン   | 3R終了 判定                                 | DREAM.18 & GLORY 4 | 2012年12月31日 |
| ×    | ヘンリー・オプスタル         | 3R終了 判定 0-3                             | REBELS.13 | 2012年10月28日 |
| ○    | 拳月                         | 3R終了 判定3-0                              | K-1 WORLD MAX 2011 〜-70kg Japan Tournament FINAL〜 【スーパーファイト】                                                      | 2011年9月25日  |
| ×    | マイク・ザンビディス         | 3R 1:58 KO（2ノックダウン：パンチ連打）     | K-1 WORLD MAX 2010 -70kg World Championship Tournament FINAL 【準々決勝】                                                     | 2010年11月8日  |
| ○    | アンドレ・ジダ               | 3R終了 判定2-0                              | K-1 WORLD MAX 2010 〜-70kg World Championship Tournament FINAL16 / -63kg Japan Tournament FINAL〜 【1回戦】                   | 2010年7月5日   |
| ○    | 中島弘貴                     | 3R 1:58 KO（右フック）                      | K-1 WORLD MAX 2010 〜-70kg Japan Tournament〜 【決勝】                                                                        | 2010年3月27日  |
| ○    | 龍二                         | 1R 1:44 KO（2ノックダウン：パンチ連打）     | K-1 WORLD MAX 2010 〜-70kg Japan Tournament〜 【準決勝】                                                                      | 2010年3月27日  |
| ○    | 名城裕司                     | 1R 0:39 KO（2ノックダウン：左フック）       | K-1 WORLD MAX 2010 〜-70kg Japan Tournament〜 【1回戦】                                                                       | 2010年3月27日  |
| ×    | 徐琰（シュー・イェン）       | 1R 1:04 KO（左フック）                      | K-1 WORLD MAX 2009 World Championship Tournament FINAL                                                                        | 2009年10月26日 |
| ×    | アルバート・クラウス         | 1R 1:07 KO（パンチ連打）                    | K-1 WORLD MAX 2009 World Championship Tournament FINAL16 【1回戦】                                                            | 2009年4月21日  |
| ×    | 山本優弥                     | 3R 0:59 TKO（ドクターストップ：右瞼カット） | K-1 WORLD MAX 2009 〜日本代表決定トーナメント〜 【準決勝】                                                                    | 2009年2月23日  |
| ○    | HAYATO                       | 2R 0:36 KO（2ノックダウン：右ストレート）   | K-1 WORLD MAX 2009 〜日本代表決定トーナメント〜 【1回戦】                                                                     | 2009年2月23日  |
| ○    | サクシー・ケイ・リバー       | 2R 0:39 TKO（ドクターストップ：鼻負傷）     | DEEP PROTECT IMPACT 2008 【キックルール】                                                                                     | 2008年12月22日 |
| ○    | 古川照明                     | 1R 1:04 KO（パンチ連打）                    | ニュージャパンキックボクシング連盟 「START OF NEW LEGEND XIII 〜新しい伝説の始まり〜」 【NJKFスーパーウェルター級王座決定戦】 | 2008年11月9日  |
| ○    | 宮越宗一郎                   | 1R 1:50 KO（3ノックダウン：左フック）       | ニュージャパンキックボクシング連盟 「START OF NEW LEGEND XI 〜新しい伝説の始まり〜」                                          | 2008年9月27日  |
| ○    | 健太                         | 5R終了 判定2-1                              | ニュージャパンキックボクシング連盟 「WEST SWELL 〜西のうねり〜」                                                              | 2008年6月8日   |
| ○    | マーマイ                     | 4R KO                                       | カオラックスタジアム（タイ）                                                                                                  | 2008年5月3日   |
| ○    | シャイン・スー               | 3R 0:18 KO                                  | MARS 11 "2nd ANNIVERSARY" 【MARSブラスターバウト・トーナメントAブロック 決勝】                                                | 2008年2月11日  |
| ○    | K・ウォーワンチャイ          | 判定3-0                                     | MARS 11 "2nd ANNIVERSARY" 【MARSブラスターバウト・トーナメントAブロック 1回戦】                                               | 2008年2月11日  |
| ○    | 岩崎徳正                     | 3R終了 判定3-0                              | MARS 10 "ALL-OUT WAR" 【MARSブラスターバウト・ルール】                                                                        | 2007年12月9日  |
| ○    | 丸山純一                     | 1R 2:27 KO                                  | MARS 09 "BLOWN AWAY" 【キックルール】                                                                                         | 2007年10月13日 |
| ○    | 上田拳二                     | 1R 1:38 KO（パンチ連打）                    | DEEP 30 IMPACT 【PUREBRED大阪提供試合 キックルール】                                                                          | 2007年7月8日   |
| ○    | 深野文仁                     | 1R 2:04 KO（右ハイキック）                  | ニュージャパンキックボクシング連盟 「FIGHTING EVOLUTION IV 〜進化する戦い〜 健心塾10周年記念大会」                            | 2007年4月15日  |
| ○    | 西村佳生                     | 1R 1:30 KO                                  | ACCEL 格闘武道会4 聖夜決戦 | 2005年12月25日 |
| ○    | 蔵本竜二                     | 判定3-0                                     | ACCEL 格闘武道会2 KARATE REVENGE                                                                                              | 2005年6月5日   |

### 総合格闘技
| 総合格闘技 戦績 | 総合格闘技 戦績 | 総合格闘技 戦績 | 総合格闘技 戦績 | 総合格闘技 戦績 | 総合格闘技 戦績 | 総合格闘技 戦績 |
| --------------- | --------------- | --------------- | --------------- | --------------- | --------------- | --------------- |
| 6 試合          | (T)KO           | 一本            | 判定            | その他          | 引き分け        | 無効試合        |
| 3 勝            | 3               | 0               | 0               | 0               | 0               | 0               |
| 3 敗            | 1               | 1               | 1               | 0               | 0               | 0               |

| 勝敗 | 対戦相手         | 試合結果                         | 大会名                                             | 開催年月日     |
| ×    | アンディ・サワー | 1R 5:29 KO（スタンドパンチ連打） | RIZIN FIGHTING WORLD GRAND-PRIX 2015 さいたま3DAYS | 2015年12月31日 |
| ×    | 柴博             | 5分2R終了 判定0-3                | REALRHYTHM 5th STAGE                               | 2006年11月18日 |
| ○    | 鍵山雄介         | 1R 3:45 KO（スタンドパンチ）     | REALRHYTHM 4th STAGE 【ライト級トーナメント 決勝】 | 2006年7月30日  |
| ○    | 木村統雄         | 0:41 TKO（パウンド）             | RR 3rd STAGE 【ライト級トーナメント 準決勝】       | 2006年4月29日  |
| ○    | 大野剛           | 0:37 TKO（スタンドパンチ）       | RR 3rd STAGE 【ライト級トーナメント 1回戦】        | 2006年4月29日  |
| ×    | 高田谷悟         | 1R 1:59 腕ひしぎ十字固め         | POWERGATE 2                                        | 2005年8月27日  |

### ミックスルール
| 勝敗 | 対戦相手 | 試合結果                            | 大会名                                                                                    | 開催年月日     |
| ×    | 菊野克紀 | 2R 2:34 TKO（バックマウントパンチ） | 元気ですか!! 大晦日!! 2011 【MIXルール（1R キックルール/2R DREAMルール）】                | 2011年12月31日 |
| ○    | 青木真也 | 2R 0:04 KO（右膝蹴り→パウンド）     | Dynamite!! 〜勇気のチカラ2010〜 【DREAM特別ルール（1R 変則キックルール/2R DREAMルール）】 | 2010年12月31日 |
| ○    | 柏木広和 | 3R終了 判定3-0                      | ACCEL 格闘武道会 【日本拳法VS空手 異種格闘技試合】                                        | 2004年7月31日  |

### アマチュア総合格闘技
| 勝敗 | 対戦相手 | 試合結果                     | 大会名                                       | 開催年月日    |
| ○    | 長堂嘉夢 | 1R 0:12 KO（スタンドパンチ） | PANCRASE 2006 BLOW TOUR 【パンクラスゲート】 | 2006年10月1日 |

## 獲得タイトル

### アマチュア
- 極真連合会全日本大会 高校の部 準優勝
- 第7回西日本学生個人拳法選手権大会 第4位[23]
- のじぎく兵庫国体 日本拳法一般男子の部 準優勝[24][注 1]
- 第8回格闘空手選手権大会 優勝

### プロ
- ニュージャパンキックボクシング連盟初代スーパーウェルター級王座
- ダブルアール・ライト級トーナメント優勝
- K-1 WORLD MAX 2010 –70 kg Japan Tournament 優勝

## コスプレレパートリー
- 東方Project

チルノ、博麗霊夢（2010年3月27日、名城裕司戦）、八意永琳（2010年3月27日、龍二戦）、霧雨魔理沙（2010年3月27日、中島弘貴戦）
- アニメ

ランカ・リー（2009年2月23日、HAYATO戦。2009年4月4日、赤坂5丁目ミニマラソン）、ヴィータ、閻魔あい、仲村ゆり、中原小麦、カミナ、渚カヲル（アンドレ・ジダ戦前日記者会見）、サキエル（2010年7月5日、アンドレ・ジダ戦）、平沢唯、田井中律、明智小衣（2010年12月31日、青木真也戦）、アルセーヌ、涼宮ハルヒ、朝比奈みくる、長門有希、巴マミ（2011年8月27日、蝶野正洋戦）、鹿目まどか、先導エミ、角谷杏（2013年6月16日、佐藤嘉洋戦）
- 漫画

水銀燈、泉こなた、アリシア・フローレンス、阿部高和、諫山黄泉、巻き貝の巻、Mr.2・ボン・クレー
- ゲーム

竜宮レナ、天海春香（ゼノグラシア版）（シュー・イェン戦前日記者会見）、坂上智代（TBS番組カード学園）、フェイリス・ニャンニャン、能美クドリャフカ
- ライトノベル

桜野くりむ、木下秀吉、インデックス、白井黒子、シャナ、ドクロちゃん、乃木坂春香（2009年4月21日、アルバート・クラウス戦）、戦場ヶ原ひたぎ、瀬能ナツル（アンドレ・ジダ戦公開練習）、ニャル子（2012年10月28日、ヘンリー・オプスタル戦）、澤村・スペンサー・英梨々（2015年12月31日、アンディー・サワー戦）
- 芸能人

桃井はるこ、ビリー・ヘリントン（アルバート・クラウス戦公開練習）
- その他

初音ミク、矢澤にこ

## エピソード

### 格闘技関連
- リングへの入場行進で毎回コスプレをしており、入場曲はアニメの主題歌や『東方Project』のアレンジ曲である。これらのパフォーマンスから桃井はるこのWeb番組等に出演し、桃井はるこ作詞作曲編曲のテーマソング「☆自演乙☆ソング」が発売されることとなった。
- 格闘家を目指したきっかけは中学3年時にK-1でアンディ・フグを見て憧れたことからで[3]、「選手ではなく観客が満足する試合をやりたい」とインタビューで語るなど魅せる意味でのプロ意識は高い[25]。
- 「DEEP KICK」のプロデューサーとして、「☆誕生日☆でおっつおつ」「☆新年会☆でおっつおつ」といった格闘技イベントを主催したことがある。
- 一時期、東京を練習の拠点（シルバーウルフ）としていたことがあり、引っ越したことでアニメに対する環境が良くなったことを喜んでいた（テレビ東京、東京MX、文化放送などが視聴できるため）。

### アニメ・ヲタク関連
- コミックマーケットは78回（2010年夏）からサークル参加している。サークル名は『THE★自演団』。
- 2010年6月に株式会社ブシロードの木谷高明社長より『ブシロード認定 ヲタク世界ライト級チャンピオン』のベルトが贈呈された[26]。
- 試合の対戦カードを発表する記者会見で、『生徒会役員共』の七条 アリアのコスプレ姿で会見に登場し「ヲタとしてのメッセージ」として「都の青少年健全育成条例の改正案に大反対」と切り出し、「表現の自由が奪われれば、コスプレの自由が奪われるかもしれないので、それ（改正案反対）を全面に出して戦いたい」と話した[27]。
- 公式サイトおよびブログでは「声優になること」「K-1に出てコスプレ応援団席を作ること」が夢、コスプレが仕事、「皆に認めて貰えるような立派なアニオタになること」が目標で、格闘技は趣味としてついでに「（チャンピオン）ベルトも目指してる」と、あくまでコスプレ優先の姿勢を崩していない。実際、長島の出る試合の観客席にはコスプレ姿で長島を応援するファンも見受けられる。

### プライベート他
- 2011年11月に一般人の女性と結婚。2012年9月3日に埼玉県の鷲宮神社で行われたコスプレイベントにゲスト出演した際に結婚していたことを公表した[28]。
- 俳優の森山未來と元プロ野球選手の大谷智久は高校の同級生。
- 「CODE（コードヘッドウェア）」とのコラボレーションで帽子を、「MARS SIXTEEN」とのコラボレーションでTシャツを発売している。
- 2019年12月、大阪府大阪市平野区平野西にトレーニングジム「02GYM（オツジム）」を設立。

## 出演

### テレビ番組
- 格闘王（TBS系列、2008年）
- 格闘神話MARS（テレビ埼玉、2008年）
- オールスター感謝祭'09（TBS系列、2009年4月4日）
- カード学園（TBS系列）
- ダウンタウンDX（日本テレビ系列、2009年5月21日）
- FNNスーパーニュース（CX系列、2008年）
- ザ☆ネットスター!（BS2、2009年7月4日）
- 陣スポ! 関西超（めちゃ）スゴ★アスリート10連発!!（関西テレビ、2009年8月22日）
- VOICE（毎日放送、2009年10月14日）
- ツボ娘（TBS系列、2010年）
- 朝生ワイド す・またん!（読売テレビ、2011年2月4日）

### アニメ
- 地獄少女 三鼎（カメラマン #22）
- こどものじかん OVA 2学期 3科目目
- R-15[注 2]（鉄坊 廻）

### ゲーム
- 週刊トロ・ステーション 第72号（2011年3月25日）
- R-15 ぽーたぶる（鉄坊 廻[29]）

### インターネットテレビ
- 桃井はるこの独占!モコモコ90分#1（ニコニコ生放送、2009年3月25日）
- 桃井はるこの独占!モコモコ60分（ニコニコ生放送、2009年）
- 全てのホビーファンに送る「朝まで生ワンホビテレビ6」!（ニコニコ生放送、2009年7月26日)
- J-サポート（あっ!とおどろく放送局、2009年12月21日）
- ai sp@ce バリバリ720分（ニコニコ生放送、2009年12月29日, 30日）

### ラジオ
- ゴー傑P（MBSラジオ、2009年2月28日）
- 桃井はるこのはいはいラジオラジオ（文化放送、2009年5月9日）
- JAM THE WORLD（J-WAVE、2009年4月28日）
- 青春ラジメニア（ラジオ関西、2009年6月28日）

### インターネットラジオ
- GENEON&キャララジオ Presents のら犬兄弟のギョーカイ時事放談! #42・43
- 長島☆自演乙・美佳子のwwおつおつ☆ラジおっつww（HiBiKi Radio Station、2009年8月18日 - 2010年8月17日）パーソナリティ

### イベント、その他
- 大虹ロックフェスティバル Vol.1 〜みらくるらりあっと〜（2008年11月29日）
- New レイヤーズパラダイス（2009年3月20日）
- Borderless Dimension!! vol.10（2009年3月28日）
- 萌えミーティング2009（2009年7月12日）
- AOMORI夏の魔物（2009年7月18日）
- ブシロード カードフェス（2009年7月25日）
- ワンダーフェスティバル2009in幕張（2009年7月26日）
- 『劇場版マクロスF 〜イツワリノウタヒメ〜』公開初日舞台挨拶（2009年11月21日）
- 阿佐ヶ谷ロフトA『とある桃井の超自演砲vol.1 〜自演のチカラ2010〜』（2010年5月25日）

## 書籍
- 自伝乙 スコラムック刊（2010年12月29日発行）ISBN 4902307162